# Liste des sites classés et inscrits du Nord

Le département du Nord en rouge sur la carte

La liste des sites classés du Nord présente les sites naturels classés du département du Nord.

## Liste
Les critères sur lesquels les sites ont été sélectionnés sont désignés par des lettres, comme suit :
- TC : Tout critère
- A : Artistique
- P : Pittoresque
- S : Scientifique
- H : Historique
- L : Légendaire

| Commune | Site classé | Date du classement          | Critère de classement | Géolocalisation             | Superficie(ha) | Autres labels | Illustration |
| --- | --- | --------------------------- | --------------------- | --------------------------- | -------------- | ------------- | ------------ |
| Avesnes-sur-Helpe | Le bastion est des remparts d'Avesnes, la demi-lune située devant ce bastion et la partie du bastion sud-est qui borde le parc de la sous-préfecture                                                            | Décret du 16 novembre 1932  | TC                    | à géolocaliser              | 1,22           |               |              |
| Boeschepe, Cassel, Gravelines, Hondschoote, Steenvoorde, Wormhout                                                                          | Les moulins des communes de Boeschepe (le Moulin de l'Ingratitude), Cassel (moulin de l'Etendard), Gravelines (moulin des Huttes), Hondschoote (moulin du Sud), Steenvoorde (Nord Meulen ), Wormhout (Deschodt) | Arrêté du 16 mars 1972      | TC                    | à géolocaliser              | 0,45           |               |              |
| Bondues, Marcq-en-Barœul | Le château de Vert-Bois et son parc | Arrêté du 21 août 1965      | P                     | à géolocaliser              | 42,96          |               |              |
| Bray-Dunes, Zuydcoote, Ghyvelde, Leffrinckoucke                                                                                            | Les dunes de Flandre Maritime et le domaine public maritime correspondant sur les communes de Bray-Dunes, Zuydcoote, Ghyvelde et Leffrinckoucke                                                                 | Décret du 31 août 1978      | P                     | à géolocaliser              | 924,75         |               |              |
| Leers | Le moulin du Coulombier ainsi que la parcelle 340 section AI, sur laquelle il est situé | Arrêté du 20 février 1979   | TC                    | à géolocaliser              | 0,1            |               |              |
| Lille | Le Jardin Vauban, le Jardin d'Arboriculture, le square Daubenton et les voiries adjacentes, à l'exclusion des îlots bâtis situés au nord-ouest                                                                  | Arrêté du 15 septembre 1992 | P                     | à géolocaliser              | 5,27           |               |              |
| Lille | L'ensemble formé sur le territoire de la commune de Lille par le quai du Wault et le bassin Saint-Martin (vestiges de l'ancien Port du Haut) ainsi que par les squares Dutilleul et Foch                        | Arrêté du 24 avril 1998     | P                     | à géolocaliser              | 3,06           |               |              |
| Douai | Le jardin de la Tour des Dames, à Douai | Arrêté du 7 avril 1932      | TC                    | à géolocaliser              | 3,32           |               |              |
| Douai | Le square Jemmapes à Douai et les immeubles, terrains et voies communaux compris entre l'hospice général, la porte Vacqueresse (ou de Valenciennes) et l'église Notre-Dame                                      | Arrêté du 20 juillet 1927   | A                     | à géolocaliser              | 0,54           |               |              |
| Quaëdypre | Le manoir Le Blauwhuys, parcelles 183 et 207 à 220 section A feuille 3 | Arrêté du 22 janvier 1970   | P                     | à géolocaliser              | 13,29          |               |              |
| Roubaix | Le Parc Barbieux, l'avenue Le Nôtre et l'avenue Jean-Jaurès et délimité par les deux avenues précitées entre le carrefour du boulevard de Paris au nord et le carrefour de l'avenue Jussieu au sud              | Arrêté du 26 janvier 1994   | P                     | à géolocaliser              | 8,61           |               |              |
| Templeuve | Le Moulin de Vertain et ses abords immédiats, parcelle 329 section G 2 | Arrêté du 8 août 1978       | TC                    | à géolocaliser              | 0,06           |               |              |
| Valenciennes | Le parc de la Rhonelle, le square de la Dodenne ainsi que les voies et place les entourant | Arrêté du 15 mars 1993      | P                     | à géolocaliser              | 7,78           |               |              |
| Wallers | Le Pavé d'Arenberg, dit aussi Drêve des Boules d'Hérin | Arrêté du 9 février 1993    | HP                    | à géolocaliser              | 47,96          |               |              |
| Watten | La Montagne de Watten | Décret du 21 novembre 1980  | P                     | à géolocaliser              | 20,02          |               |              |
| Anstaing, Baisieux, Bourghelles, Bouvines, Camphin-en-Pévèle, Chéreng, Cysoing, Fretin, Gruson, Louvil, Sainghin-en-Mélantois et Wannehain | Le champ de bataille de Bouvines et ses abords | Décret du 25 juillet 2014   | H                     | 50° 34′ 59″ N, 3° 13′ 30″ E |                |               |              |